# Немарковский процесс
Нема́рковский проце́сс — случайный процесс, эволюция которого после любого заданного значения времени {\displaystyle t} зависит от эволюции, предшествовавшей этому моменту времени. Другими словами, «будущее» немарковского процесса зависит от его «прошлого». Немарковский процесс — это случайный процесс с памятью, при этом, говоря о памяти процесса, имеется в виду, что от характера эволюции процесса в прошлом зависят его статистические характеристики в будущем. Немарковский процесс противопоставляется марковскому процессу.

## Примеры немарковских процессов
Примером немарковского процесса может служить фликкер-шум, наблюдаемый в системах, имеющих различную физическую природу. В частности, экспериментально наблюдаемые флуктуации кинетических коэффициентов (например, флуктуации коэффициента электропроводности) имеют спектральную плотность, характерную для фликкер-шума. Фликкер-шум является основным типом шума, ограничивающего чувствительность электронных приборов в низкочастотной части спектра. Отметим также, воздействие марковского процесса на какую-либо динамическую систему приводит к тому, что её отклик представляет собой в общем случае немарковский процесс. Сумма двух марковских процессов, вообще говоря, является немарковским процессом. Немарковскими будут также процессы, образованные при интегрировании марковского. В частности, координата броуновской частицы, равная интегралу от её скорости, в общем случае не описывается моделью марковского процесса. Винеровское приближение для броуновского движения справедливо только на достаточно больших промежутках времени, существенно больших времени релаксации частицы. На малых временных интервалах броуновское движение принципиально немарковское.
К классу немарковских процессов относятся реальные радиотехнические сигналы при их амплитудной и фазовой модуляции совокупностью детерминированных и случайных процессов. Приращения для таких сигналов имеют негауссовое распределение вероятности, не коррелированны и статистически зависимы.
Типичный случайный процесс — броуновское движение частицы в вязкой среде — также, вообще говоря, относится к классу немарковских процессов. В самом деле, броуновская частица, двигаясь в вязкой среде, увлекает окружающие её частицы среды, которые в свою очередь начинают влиять на броуновскую частицу. Такое влияние зависит от характера движения частиц среды, который в свою очередь зависит от того, как двигалась броуновская частица ранее. Таким образом, на движение броуновской частицы оказывает влияние все её прошлое поведение в вязкой среде. Особенно заметно такое влияние на малых временных интервалах и в случае небольших частиц (субмикронного и нанометрового размера). Немарковскими, например, будут флуктуации интенсивности люминесценции, в том случае, если внешнее возбуждение на люминофор подвержено белому или дробовому шуму.
Принципиально немарковскими процессами являются случайные процессы в сложных системах. К ним относят колебания курса акций, изменения средней температуры Земли и другие процессы.

## Описание немарковских процессов
Описание немарковских процессов с помощью хорошо разработанной теории стохастических дифференциальных систем, в которой используются стохастические дифференциальные уравнения, например, уравнение Фоккера — Планка, может быть лишь приближенным. Это обусловлено тем, что дифференциальные уравнения связывают величины в данный момент времени и не могут учесть память немарковского процесса. Немарковский процесс может быть в принципе описан с помощью интегральных стохастических уравнений, позволяющих учесть наследственные свойства процесса.